# Kobacz
Kobacz [ˈkɔbat͡ʂ] là một khu định cư ở khu hành chính của Gmina Barwice, thuộc hạt Szczecinek, West Pomeranian Voivodeship, ở phía tây bắc Ba Lan. Nó nằm khoảng 9 kilômét (6 mi) phía tây nam Barwice, 27 km (17 mi) về phía tây của Szczecinek và 116 km (72 mi) về phía đông của thủ đô khu vực Szczecin.